# Straß in Steiermark
Straß in Steiermark est une commune autrichienne du district de Leibnitz en Styrie.